# 普拉斯基鎮區 (明尼蘇達州莫里森縣)
普拉斯基鎮區（英語：Pulaski Township）是位於美國明尼蘇達州莫里森縣的一個行政鎮區。

## 歷史
普拉斯基鎮區於1899年設立，得名自於美國獨立戰爭中陣亡的波蘭軍官卡齐米日·普瓦斯基（Kazimierz Pułaski）。

## 地方資料
普拉斯基鎮區的面積為83.78平方千米，當中陸地面積為80.31平方千米，而水域面積為3.46平方千米。根據2020年美國人口普查的數據，當地共有人口354人，而人口密度為每平方千米4.23人。